# راي باول (لاعب هوكي الجليد)
راي باول هو لاعب هوكي الجليد كندي، ولد في 16 نوفمبر 1925، وتوفي في 30 سبتمبر 1998.

## وصلات خارجية
- راي باول على موقع دوري الهوكي الوطني (الإنجليزية)
- راي باول على موقع EliteProspects.com (الإنجليزية)
- راي باول على موقع HockeyDB.com (الإنجليزية)
- راي باول على موقع Hockey-Reference.com (الإنجليزية)